# Масалаївка
Масала́ївка — село в Україні, у Сосницькій селищній громаді Корюківського району Чернігівської області. Населення становить 78 осіб. До 2017 орган місцевого самоврядування — Загребельська сільська рада.
Знаходиться на р. Убідь за околицею Сосниці біля Котової гори.

## Історія
Поселення юхновської культури.
Млин власницький козацької родини Масалая відомий ще за польської доби. Згадується село з Масаліївською греблею і млином у переписі 1666 р. На початку 18 ст. село налічувало 10 дворів. Тимош Масалай згадується також у 1726 р. Маєтність Печерської Лаври — у 1781 р. з 19 хат. У 1810 р. — 68 ревізьких душ. За переписом 1897 р. — 65 дворів, 351 житель. У 1924 р. — 81 двір і 407 жителів. 2014р. — 108 жителів.
12 червня 2020 року, відповідно до розпорядження Кабінету Міністрів України № 730-р «Про визначення адміністративних центрів та затвердження територій територіальних громад Чернігівської області», увійшло до складу Сосницької селищної громади.
19 липня 2020 року, в результаті адміністративно-територіальної реформи та ліквідації Сосницького району, увійшло до складу Корюківського району Чернігівської області.

## Населення

### Мова
Розподіл населення за рідною мовою за даними перепису 2001 року:
| Мова       | Кількість | Відсоток |
| ---------- | --------- | -------- |
| українська | 157       | 98.74%   |
| російська  | 2         | 1.26%    |
| Усього     | 159       | 100%     |

## Уродженці
- Дідовець Андрій Сергійович (1996—2024) — солдат Збройних сил України, учасник російсько-української війни.
- Зайченко Іван Васильович (1948) — педагог, професор, автор книг "Педагогічна концепція С. Ф. Русової", "Проблеми української національної школи у пресі (друга пол. ХІХ – поч. ХХ ст.)" та ін. [6]
- Шмалун Іван—український військовослужбовець, учасник російсько-української війни.[7]